# Alchemilla crassa
Alchemilla crassa é uma espécie de rosácea do gênero Alchemilla, pertencente à família Rosaceae.